# 三沢宗直
三沢 宗直（みざわ むねなお）は、仙台藩一門第十一席・前沢三沢家初代当主。第4代藩主・伊達綱村の母方の叔父にあたる。

## 生涯
寛永20年（1643年）、浪人三沢清長の子として生まれる。慶安4年（1651年）、父清長と死別する。
叔母紀伊が、仙台藩第2代藩主・伊達忠宗の正室振姫の老女であった縁で、明暦元年（1656年）1月に姉の初子が、第3代藩主・伊達綱宗の側室となる。万治2年（1659年）3月8日に初子が亀千代（第4代藩主・綱村）を出産し、同年4月に姉の縁で綱宗に家臣として召し出された。
万治3年（1660年）、藩主綱宗が隠居し、亀千代（綱村）が藩主となる。寛文6年（1666年）、舅の河野道円が死罪となり、妻子共に仙台に差し下される。寛文7年（1667年）、加増を受けて禄高300石となる。延宝3年（1675年）11月、藩主の外戚として一門に列し、延宝4年（1676年）10月、桃生郡深谷小野邑に1000石の知行と、「宗」の諱字、雀紋を賜与された。
延宝9年（1681年）7月、1000石の加増を受け、胆沢郡前沢邑に移る。元禄7年（1694年）10月に1000石の加増を受け、知行3000石となる。
元禄6年（1693年）、専制政治を行う藩主綱村に対する一門の不満から、一門7家8名（石川宗恒、伊達宗氏、伊達宗元、伊達村隆、伊達宗親、白川宗広、三沢宗直、伊達村元）によって諫言書を提出した。
元禄10年（1697年）3月18日、死去。享年54。家督は嫡男の村為が相続した。